# Торгал
Торгал (фр. Thorgal) је француско-белгијски стрип серијал, прослављених стрип аутора, белгијског писца Жана Ван Хама (фр. Jean Van Hamme) и пољског цртача Гжегоржа Росинског (пољ. Grzegorz Rosiński). Овај стрип је први пут објављен у магазину Тинтин, 1977. године, у деловима, а у форми албума 1980. објавио га је француски издавача Ломбард (фр. Le Lombard). Стрип је врло брзо постао популаран и доживео бројна издања, на различитим језицима, у готово свим европским земљама.
У овом стрипу су обједињене многе теме и жанрови, од нордијске митологије и легенде о Атлантиди, до тема из савремене научне фантастике, а присутни су и елементи драмског жанра, хорора и авантуре.

## Главни јунаци серијала
- Торгал Егирсон, Син Варта и Хајне, унук Ксаргоса — заповедника свемирског брода који је био на путу за Земљу, у потрази за изворима енергије. Након што се свемирски брод у трагичној несрећи срушио на Земљу, пронашли су га Викинзи, међу којима је и одрастао, али никада није прихваћен као један од њих, јер се карактером и ликом разликује од типичног Викинга. Иако храбар и вешт ратник, увек када је то потребно, његов животни циљ је ипак да нађе мирно место за себе и своју породицу, што му непрестано измиче.
- Арисија, Торгалова жена и кћерка вође Викинга, Гандалфа Бесног. Она је повезана са Торгалом од тренутка њеног рођења, посредством магичног предмета „Тјахзијеве сузе“. Она је јака жена, у потпуности посвећена својој породици, кроз све невоље које Торгалова судбина доноси њиховој породици.
- Јолан, Торгалов син који поседује надљудске способности — наслеђе Торгалових мистериозних предака. Кроз највећи део серијала, његове моћи су ограничене употребом магичних предмета, који се изненада појављују и исто тако нестају, као и у случајевима када се разбесни, или када је у великој опасности.
- Вучица (фр. Louve), кћерка Торгала и Арисије. Она поседује способност да разговара са животињама.
- Крис Де Валнор, млада и лепа, бескрупулозна и смртоносна ратница. Невероватно прецизан стрелац. Први пут се појављује у деветом албуму, Стрелци, и често се појављује и у наредним албумима. Она је кроз цео серијал главни негативни лик, највећи непријатељ Торгала и његове породице, који непрестано покушава да их повреди, иако понекад показује наговештаје поштовања, па чак и тајне заљубљености у Торгала.

## Објављени албуми
Наслов и година објављивања оригиналних француских издања и наслов издања на српском језику.

### Жан Ван Хам (сценарио) и Гжегорж Росински (цртеж)
1. (Освета чаробнице), укључена је и епизода Скоро као у рају (1980)
2. (Острво вечног леда) (1980)
3. (Старци из Арана) (1981)
4. (Црна галија), почетак приче о Брејк Зариту (1982)
5. , (Земља сенки) (1983)
6. (Пад Брек Зарита), крај приче о Брејк Зариту (1984)
7. (Син Звезда), 3 кратке приче о Торгаловом детињству (1984)
8. (Алиное) (1985)
9. , (Стрелци) (1985)
10. , (Земља Ка), почетак приче о земљи Ка (1986)
11. (Очи Танатлока) (1986)
12. (Град изгубљеног божанства) (1987)
13. (Између земље и светлости), крај приче о земљи Ка (1988)
14. (Арисија), 4 кратке приче о Арисијином детињству (1989)
15. (Господар планина) (1989)
16. (Вучица) (1990)
17. (Чуварка кључева) (1991)
18. (Сунчев мач) (1992)
19. (Невидљива тврђава), почетак приче о Шаигану (1993)
20. (Белег прогнаних) (1994)
21. (Оготаијева круна) (1995)
22. (Дивови) (1996)
23. (Кавез), крај приче о Шаигану (1997)
24. (Арахнеа), (1999)
25. (Плава болест), (1999)
26. (Краљевство под песком), (2001)
27. (Варварин), (2002)
28. (Крис Де Валнор), (2004)
29. (Жртва), (2006)

### Ив Сент (сценарио) и Гжегорж Росински (цртеж)
1. (30.)  (2007), (Ја, Јолан)
2. (31.)  (2008), (Торов штит)
3. (32.)  (2010), (Битка за Асгард)
4. (33.)  (2011), (Брод-сабља)
5. (34.)  (2013), није објављено на српском језику

Напомена
Након 29. тома, серију је написао Ив Сенте. Ови албуми су се у почетку фокусирали на Јолана, а не на Торгала. 

### Ксавиер Дорисон (сценарио) и Гжегорж Росински (цртеж)
1. (35.) Le Feu écarlate (2016) није објављено на српском језику

### Јан Ле Пенетир (сценарио) и и Гжегорж Росински (цртеж)
1. (36.) Aniel (2018)  није објављено на српском језику

### Јан Ле Пенетир (сценарио) и Фред Вигнок (цртеж)
1. (37.) L'Ermite de Skellingar (2019) није објављено на српском језику
2. (38.) La Selkie (2020) није објављено на српском језику
3. (39.) Neokóra (2021) није објављено на српском језику
4. (40.) Tupilaks (2022) није објављено на српском језику
5. (41.) Mille yeux (2023) није објављено на српском језику

## Спин-оф албуми
Велика популарност серијала довела је до покретања више спин-оф серијала.

### Ив Сент (сценарио) и Ђулио Де Вита (цртеж)
Les Mondes de Thorgal - Kriss de Valnor (Торгалови светови - Крис Де Валнор)
1. Je n'oublie rien! (Ничега се не сећам!) (2010) није објављено на српском језику
2. La sentence des Walkyries (Пресуда Валкира) (2012) није објављено на српском језику
3. Digne d'une reine (Достојно краљице) (2012) није објављено на српском језику
4. Alliances (Савезништва) (2013) није објављено на српском језику
5. Rouge comme le Raheborg (2014) није објављено на српском језику

### Ксавиер Дорисон и Матју Мариољ (сценарио) и Роман Сурженко (цртеж)
1. L'Île des enfants perdus (The Island of Lost Children, 2015) није објављено на српском језику

### Ксавиер Дорисон и Матју Мариољ (сценарио) и Фред Вигнок (цртеж)
1. La Montagne du temps (The Mountain of Time, 2017) није објављено на српском језику
2. Le Maître de justice (The Master of Justice, 2018) није објављено на српском језику

### Јан Ле Пенетир (сценарио) и Роман Сурженко (цртеж)
Les Mondes de Thorgal - Louve (Торгалови светови - Вучица)
1. Raïssa (Раиса) (2011) није објављено на српском језику
2. La Main coupée du dieu Tyr (Одвојена рука бога Тира) (2012) није објављено на српском језику
3. Le Royaume du chaos (Краљевство хаоса) (2013) није објављено на српском језику
4. Crow (Врана) (2014) није објављено на српском језику
5. Skald (Skald, 2015) није објављено на српском језику
6. La Reine des Alfes noirs (The Queen of the Dark Elves, 2016) није објављено на српском језику
7. Nidhogg (Nidhogg, 2017) није објављено на српском језику

Les Mondes de Thorgal - La Jeunesse de Thorgal (Торгалови светови - Торгалова младост)
1. Les Trois Soeurs Minkelsönn (Три сестре Минкелсон) (2012)
2. L'oeil d'Odin (Одиново око) (2014)
3. Runa (Руна) (2015)
4. Berserkeri (Берсекери) (2016)
5. Slive (Сливе) (2017)
6. Le Drakkar des glaces (Ледени дракар) (2018)
7. La Dent bleue (Плавозуби) (2019)
8. Les Deux Bâtards (Два копилета) (2020)
9. Les Larmes de Hel (Хелине сузе) (2021)
10. Sydönia (Сидонија) (2022)
11. Grym (Грим) (2024)

### Thorgal Sagaомаж серија
У овој серији, започетој 2023. године, други писци и уметници стварају засебну причу смештену у Торгал свемир, али ван канонске серије, и без ограничења од 48 страница које су имали редовни албуми, повремено чак и преко 100 страница.
1. Adieu Aaricia (Robin Recht [fr], 2023) (Збогом Арисија)  9782803679065
2. Wendigo (Fred Duval [fr] & Corentin Rouge [fr], 2024) (Вендиго)  9782808213172
3. Shaïgan (Yann & Surzhenko, 2024) (Шајган)  9782808202923